# Savona Foot-Ball Club 1959-1960
Questa voce raccoglie le informazioni riguardanti il Savona Foot-Ball Club nelle competizioni ufficiali della stagione 1959-1960.

## Rosa
| N. |                   | Ruolo | Calciatore         |
| -- | ----------------- | ----- | ------------------ |
|    | Italia (bandiera) | D     | Dario Ballauco     |
|    | Italia (bandiera) | C     | Nevio Bartolaccini |
|    | Italia (bandiera) |       | Brocchi            |
|    | Italia (bandiera) | D     | Franco Caffaratti  |
|    | Italia (bandiera) | D     | Giovanni Cisleri   |
|    | Italia (bandiera) | C     | Gastone Contin     |
|    | Italia (bandiera) | A     | Romano Farinelli   |
|    | Italia (bandiera) | P     | Bruno Ferrero      |
|    | Italia (bandiera) | A     | Marco Marchiandi   |

| N. |                   | Ruolo | Calciatore         |
| -- | ----------------- | ----- | ------------------ |
|    | Italia (bandiera) | C     | Giulio Mariani     |
|    | Italia (bandiera) | C     | Natale Merighetto  |
|    | Italia (bandiera) | C     | Ilvo Nadali        |
|    | Italia (bandiera) | C     | Giacomino Parodi   |
|    | Italia (bandiera) | D     | Valentino Persenda |
|    | Italia (bandiera) | C     | Tullio Pierucci    |
|    | Italia (bandiera) | A     | Luciano Serena     |
|    | Italia (bandiera) | A     | Corrado Teneggi    |
|    | Italia (bandiera) | C     | Giordano Turotti   |